# Trinity (Matrix)
Pour les articles homonymes, voir Trinity.
Trinity est un des personnages principaux de la saga cinématographique Matrix.
C'est une hackeuse qui utilise le pseudonyme de Trinity (« Trinité »), qui n'est pas son vrai nom.
Elle est incarnée par Carrie-Anne Moss dans les quatre épisodes de cette saga.
On peut noter que ce personnage a reçu comme prédiction de la part de l'Oracle que celui dont elle tomberait amoureuse serait l'élu, et également que ce personnage meurt dans le troisième épisode de la saga, Matrix Revolutions.
Dans le premier épisode de la saga, elle sauve Neo grâce à un baiser, alors que l'Agent Smith vient de lui vider son chargeur dans le torse dans la Matrice.

## Syndrome Trinity
En 2014, la critique Tasha Robinson crée l'expression « Syndrome Trinity » (« Trinity syndrome ») pour qualifier un personnage féminin fort qui s'efface dans une fiction au profit du héros masculin. L'expression est basée sur le personnage de Trinity, archétype de ce cliché : très talentueuse, elle maîtrise des arts martiaux (dans la première scène du film, elle neutralise seule tout un groupe de policiers), elle court sur les murs et réalise des bonds extraordinaires, elle est une hackeuse légendaire… Neo est présenté comme un homme ordinaire et sans talent, mais c'est pourtant lui qui est désigné comme « l'Élu »,.